# قبان قلي (مقاطعة فامنين)
قبان قلي (بالفارسية: قبان قلی) هي قرية تقع في قسم بيشخور الريفي (مقاطعة فامنين) في إيران. يقدر عدد سكانها بـ 54 نسمة بحسب إحصاء 2016.